# Serie A 1977 (calcio femminile)
La Serie A 1977 è stata la decima edizione del campionato italiano di Serie A femminile di calcio.
La Valdobbiadene Diadora ha conquistato il suo secondo scudetto consecutivo. Il titolo di capocannoniere della Serie A è andato alla danese Susanne Augustesen, calciatrice della Valdobbiadene Diadora, autrice di 42 gol. La Salernitana è stata retrocessa in Serie B.
Prima dell'inizio della stagione 1978 la Valdobbiadene Diadora, il Rutilius Sport e il Pordenone Ledisan rinunciano alla Serie A.

## Stagione

### Novità
Al termine della stagione 1976 il Valigi Perugia e la Leoni's T.T. Roma Club sono stati retrocessi in Interregionale 1977. Dall'Interregionale 1976 sono stati promossi la Salernitana e il Pordenone, finaliste per il titolo di campione dell'Interregionale, vinto poi dalla Salernitana. Poiché per la stagione 1977 la Serie A era prevista a 14 squadre, si era proceduto con l'ammissione delle squadre seconde classificate delle semifinali dell'Interregionale, ovvero Primule Sala e Roma Italparati. Con la rinuncia alla Serie A di ACF Juventus, Sisal Moquettes Piacenza e Primule Sala, tutte e tre ammesse all'Interregionale, si è reso necessario la riammissione del Valigi Perugia in Serie A.

### Formula
Le 12 squadre partecipanti si affrontano in un girone all'italiana con partite di andata e ritorno per un totale di 22 giornate. L'ultima classificata retrocede in Serie B. A parità di punti, e solo per questa stagione, per assegnare la posizione in classifica si è tenuto conto del quoziente reti e non è necessaria alcuna gara di spareggio.

## Squadre partecipanti
| Club                  | Città               | Stagione 1976                                 |
| --------------------- | ------------------- | --------------------------------------------- |
| Eurokalor Bologna     | Bologna             | 7º posto in Serie A                           |
| G.B.C. Milan          | Milano              | 2º posto in Serie A                           |
| Gorgonzola            | Gorgonzola (MI)     | 5º posto in Serie A                           |
| Lazio Lubiam          | Roma                | 4º posto in Serie A                           |
| Metra Rodengo Saiano  | Rodengo-Saiano (BS) | 8º posto in Serie A                           |
| Padova                | Padova              | 9º posto in Serie A                           |
| Pordenone Ledysan     | Pordenone           | Finalista dell'Interregionale                 |
| Roma Italparati       | Roma                | 2º posto nella Semifinale B di Interregionale |
| Rutilius Sport        | Orzinuovi (BS)      | 10º posto in Serie A                          |
| Salernitana           | Salerno             | Campione dell'Interregionale                  |
| Valigi Perugia        | Perugia             | 11º posto in Serie A                          |
| Diadora Valdobbiadene | Valdobbiadene (TV)  | Campione d'Italia                             |

## Classifica finale
|  | Pos. | Squadra               | Pt | G  | V  | N | P  | GF | GS | QR    |
|  | ---- | --------------------- | -- | -- | -- | - | -- | -- | -- | ----- |
|  | 1.   | Diadora Valdobbiadene | 41 | 22 | 19 | 3 | 0  | 92 | 12 | 7,667 |
|  | 2.   | Padova                | 37 | 22 | 17 | 3 | 2  | 66 | 18 | 3,667 |
|  | 3.   | G.B.C. Milan          | 33 | 22 | 15 | 3 | 4  | 71 | 13 | 5,462 |
|  | 4.   | Lazio Lubiam          | 33 | 22 | 14 | 5 | 3  | 49 | 16 | 3,063 |
|  | 5.   | Eurokalor Bologna     | 26 | 22 | 12 | 2 | 8  | 37 | 38 | 0,974 |
|  | 6.   | Italinox Gorgonzola   | 25 | 22 | 9  | 7 | 6  | 34 | 21 | 1,619 |
|  | 7.   | Metra Rodengo Saiano  | 20 | 22 | 8  | 4 | 10 | 21 | 28 | 0,750 |
|  | 8.   | Rutilius Sport        | 15 | 22 | 6  | 3 | 13 | 19 | 45 | 0,422 |
|  | 9.   | Pordenone Ledysan     | 13 | 22 | 4  | 5 | 13 | 26 | 55 | 0,473 |
|  | 10.  | Roma Italparati       | 9  | 22 | 4  | 1 | 17 | 14 | 73 | 0,192 |
|  | 11.  | Valigi Perugia        | 8  | 22 | 2  | 4 | 16 | 13 | 53 | 0,245 |
|  | 12.  | Salernitana           | 0  | 22 | 2  | 0 | 20 | 14 | 84 | 0,167 |

Legenda:
      Campione d'Italia
      Retrocesse in Serie B 1978
Note:
Due punti a vittoria, uno a pareggio, zero a sconfitta.
A parità di punti applicato il quoziente reti (art.8 del R.O. F.I.G.C.F.).
Spareggio in caso di pari punti in zona promozione e retrocessione.

## Risultati

### Calendario
| andata      | 1ª giornata             | ritorno     |
| 10 apr 1977 |                         | 26 giu 1977 |
| 9-0         | Milan-Perugia           | 0-0         |
| 2-3         | Salernitana-Gorgonzola  | 0-2         |
| 1-1         | Padova-Orzinuovi        | 4-0         |
| 3-0         | Lazio L.-Bologna        | 3-1         |
| 7-0         | Valdobbiadene-Pordenone | 7-3         |
| 0-2         | Roma Italp.-Rodengo     | 1-4         |

| andata     | 4ª giornata           | ritorno     |
| 1 mag 1977 |                       | 17 lug 1977 |
| 0-1        | Pordenone-Bologna     | 2-3         |
| 0-1        | Gorgonzola-Lazio L.   | 3-3         |
| 2-1        | Roma Italp.-Perugia   | 0-3         |
| 0-5        | Rodengo-Valdobbiadene | 0-3         |
| 0-4        | Orzinuovi-Milan       | 2-4         |
| 0-6        | Salernitana-Padova    | 0-6         |

| andata      | 7ª giornata            | ritorno     |
| 22 mag 1977 |                        | 28 ago 1977 |
| 1-0         | Orzinuovi-Perugia      | 1-0         |
| 1-1         | Pordenone-Gorgonzola   | 1-1         |
| 13-0        | Milan-Salernitana      | 4-0         |
| 12-0        | Valdobbiadene-Roma It. | 5-0         |
| 1-1         | Lazio L.-Padova        | 0-1         |
| 1-1         | Rodengo-Bologna        | 1-4         |

| andata      | 10ª giornata          | ritorno     |
| 12 giu 1977 |                       | 18 set 1977 |
| 5-1         | Valdobbiadene-Perugia | 6-0         |
| 1-0         | Gorgonzola-Rodengo    | 0-0         |
| 1-2         | Roma Italp.-Bologna   | 1-3         |
| 0-2         | Salernitana-Orzinuovi | 0-2         |
| 3-1         | Padova-Pordenone      | 7-1         |
| 0-3         | Lazio L.-Milan        | 0-0         |

| andata      | 2ª giornata            | ritorno    |
| 17 apr 1977 |                        | 3 lug 1977 |
| 0-3         | Pordenone-Milan        | 0-5        |
| 6-0         | Gorgonzola-Roma Italp. | 1-0        |
| 0-1         | Rodengo-Padova         | 1-5        |
| 1-4         | Orzinuovi-Lazio L.     | 0-4        |
| 0-1         | Bologna-Valdobbiadene  | 1-5        |
| 0-1         | Perugia-Salernitana    | 2-0        |

| andata     | 5ª giornata              | ritorno     |
| 8 mag 1977 |                          | 24 lug 1977 |
| 2-1        | Bologna-Perugia          | 4-2         |
| 2-0        | Valdobbiadene-Gorgonzola | 0-0         |
| 4-0        | Padova-Roma Italp.       | 3-1         |
| 2-0        | Milan-Rodengo            | 3-0         |
| 5-0        | Orzinuovi-Pordenone      | 1-1         |
| 6-0        | Lazio L.-Salernitana     | 3-0         |

| andata      | 8ª giornata           | ritorno    |
| 29 mag 1977 |                       | 4 set 1977 |
| 1-0         | Rodengo-Orzinuovi     | 2-0        |
| 3-0         | Gorgonzola-Bologna    | 1-2        |
| 1-2         | Salernitana-Pordenone | 1-9        |
| 0-3         | Roma Italp.-Milan     | 0-7        |
| 2-4         | Padova-Valdobbiadene  | 0-3        |
| 3-0         | Lazio L.-Perugia      | 2-1        |

| andata      | 11ª giornata          | ritorno     |
| 19 giu 1977 |                       | 25 set 1977 |
| 2-3         | Milan-Valdobbiadene   | 1-1         |
| 0-5         | Perugia-Gorgonzola    | 0-0         |
| 3-0         | Rodengo-Salernitana   | 2-0         |
| 1-0         | Orzinuovi-Roma Italp. | 1-2         |
| 1-4         | Bologna-Padova        | 1-1         |
| 0-1         | Pordenone-Lazio L.    | 1-2         |

| andata      | 3ª giornata             | ritorno     |
| 24 apr 1977 |                         | 10 lug 1977 |
| 2-1         | Milan-Bologna           | 4-0         |
| 2-0         | Padova-Gorgonzola       | 3-1         |
| 1-1         | Perugia-Pordenone       | 0-2         |
| 1-0         | Lazio L.-Rodengo        | 0-0         |
| 4-0         | Valdobbiadene-Orzinuovi | 5-0         |
| 1-2         | Roma Italp.-Salernitana | 2-0         |

| andata      | 6ª giornata               | ritorno     |
| 15 mag 1977 |                           | 31 lug 1977 |
| 3-1         | Bologna-Orzinuovi         | 2-0         |
| 0-2         | Gorgonzola-Milan          | 2-0         |
| 0-4         | Roma Italp.-Lazio L.      | 0-7         |
| 0-2         | Perugia-Padova            | 2-6         |
| 0-3         | Pordenone-Rodengo         | 1-0         |
| 2-8         | Salernitana-Valdobbiadene | 0-2         |

| andata     | 9ª giornata            | ritorno     |
| 5 giu 1977 |                        | 11 set 1977 |
| 0-1        | Perugia-Rodengo        | 0-0         |
| 0-0        | Orzinuovi-Gorgonzola   | 0-3         |
| 2-0        | Bologna-Salernitana    | 2-0         |
| 1-1        | Pordenone-Roma Italp.  | 0-1         |
| 0-1        | Milan-Padova           | 0-3         |
| 3-0        | Valdobbiadene-Lazio L. | 1-1         |

## Verdetti finali
- Diadora Valdobbiadene Campione d'Italia 1977.
- Salernitana retrocede in Serie B.